# Judenretter

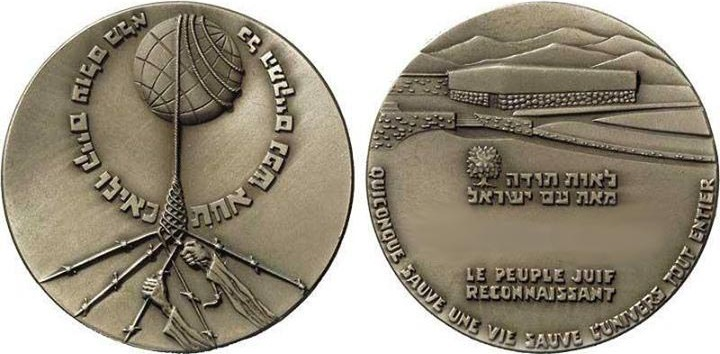
Medaille Gerechter unter den Völkern – Wer immer ein Menschenleben rettet, hat damit gleichsam eine ganze Welt gerettet

Judenretter, Stille Helden, Judenhelfer und in der Nachkriegszeit teilweise durch Israels Gedenkstätte Yad Vashem auch als „Gerechte unter den Völkern“ ausgezeichnet, werden Personen genannt, die zwischen 1933 und 1945 und insbesondere während des Holocaust versucht haben, Juden (sogenannte „U-Boote“) im nationalsozialistischen Herrschaftsbereich vor der Deportation zu bewahren. Unterschlupf gaben sie manchmal nur wenige Tage, in vielen Fällen aber auch monatelang. Es gab Helfer, bei denen sich immer mehr Personen in einer Wohnung versammelten, weil diese keine weitere Zuflucht mehr fanden.
Da diese Handlungen der oft „unsere / mein Retter“ genannten Personen in der Regel auch als Widerständigkeit oder Ablehnung des NS-Regimes zu verstehen sind, wird dabei oft von einem Rettungswiderstand gesprochen.
Zum Teil bestand die Hilfe im Beschaffen von Lebensmittelkarten oder falschen Papieren. Dabei ging es sowohl um das Überleben im Heimatland selbst als auch um das Passieren einer „Grünen Grenze“, beispielsweise nach Österreich oder in die Schweiz.
Über 1700 der geschätzt 7000 allein im Bereich von Berlin untergetauchten Personen sollen als „Illegale“ bis zum Kriegsende überlebt haben, die meisten von ihnen innerhalb der deutschen Grenzen. Wer in Berlin untertauchte bzw. versteckt wurde, musste danach sehr oft das Versteck wechseln. Das Kriegsende wurde also evtl. auch außerhalb von Berlin erlebt, wenn die Flucht überhaupt gelang. Die NS-Behörden kriminalisierten die Helfer als „Judenbegünstiger“ der Flüchtigen und ließen sie ebenfalls verfolgen. Die genaue Zahl derjenigen Verfolgten, die sich dem Zugriff der Gestapo entzogen, kann für Deutschland heute kaum mehr exakt ermittelt werden. Zwischen 1941 und Kriegsende waren es schätzungsweise 10.000 bis 15.000 Personen, von denen bis 5.000 auf diese Weise in Deutschland überlebten. Das heißt aber auch, die Zahl der „Stillen Helfenden“ bewegt sich in dieser Dimension. In den von Deutschland besetzten Ländern dürften die Zahlen prozentual höher gewesen sein. Als besonders erfolgreich wird diese Überlebens- und Widerstandsform in Belgien angesehen.
Die beiden Begriffe Judenretter und Judenhelfer unterscheiden sich inhaltlich nur wenig. Bei Judenretter schwingt der Erfolg der Handlung mit, der beim Wort Judenhelfer nicht unbedingt eingeschlossen ist. Den Begriff Judenfreund benutzen teilweise auch Antisemiten, in gleicher Weise – aber mit dem Anschein der Wissenschaftlichkeit und Bildung – gelegentlich auch die synonymen Termini Philosemit oder philosemitisch, so etwa zuerst Heinrich von Treitschke.

„Was ich Ihnen und Ihren Freunden tun konnte und durfte, war nicht nur eine Selbstverständlichkeit […], sondern noch viel zu wenig, gemessen an der entsetzlichen Lage, in der sie sich alle damals befanden.“

## Zeitraum 1933 bis 1939
Vorausgegangen war bis 1938 die immer existenzbedrohender werdende Verfolgung von jüdischen und von den Verfolgern als jüdisch definierten Deutschen seit dem Judenboykott vom 1. April 1933. Zwischen 1933 und 1938 verloren die meisten von ihnen nach und nach ihre Berufe, ihre wirtschaftliche Existenz, viele ihre Wohnungen und seit den Nürnberger Gesetzen von 1935 alle jeglichen Zugang zum öffentlichen Leben. Es kam zu einer Auswanderungswelle. Dennoch blieben viele Juden im Vertrauen auf die gegenüber dem Mittelalter veränderte Kultur ihres Heimatlandes in Deutschland. So weist Wolfram Wette darauf hin, dass die Reichspogromnacht vom 9. auf den 10. November 1938 für viele eine schier unfassbare Bilanz jüdischen Lebens in Deutschland zog: 1406 Synagogen und Betstuben wurden in Deutschland niedergebrannt oder vollständig zerstört. Etwa 30.000 Menschen jüdischen Glaubens verschleppten die NSDAP- bzw. SS-Trupps und die Polizei in die Konzentrationslager.

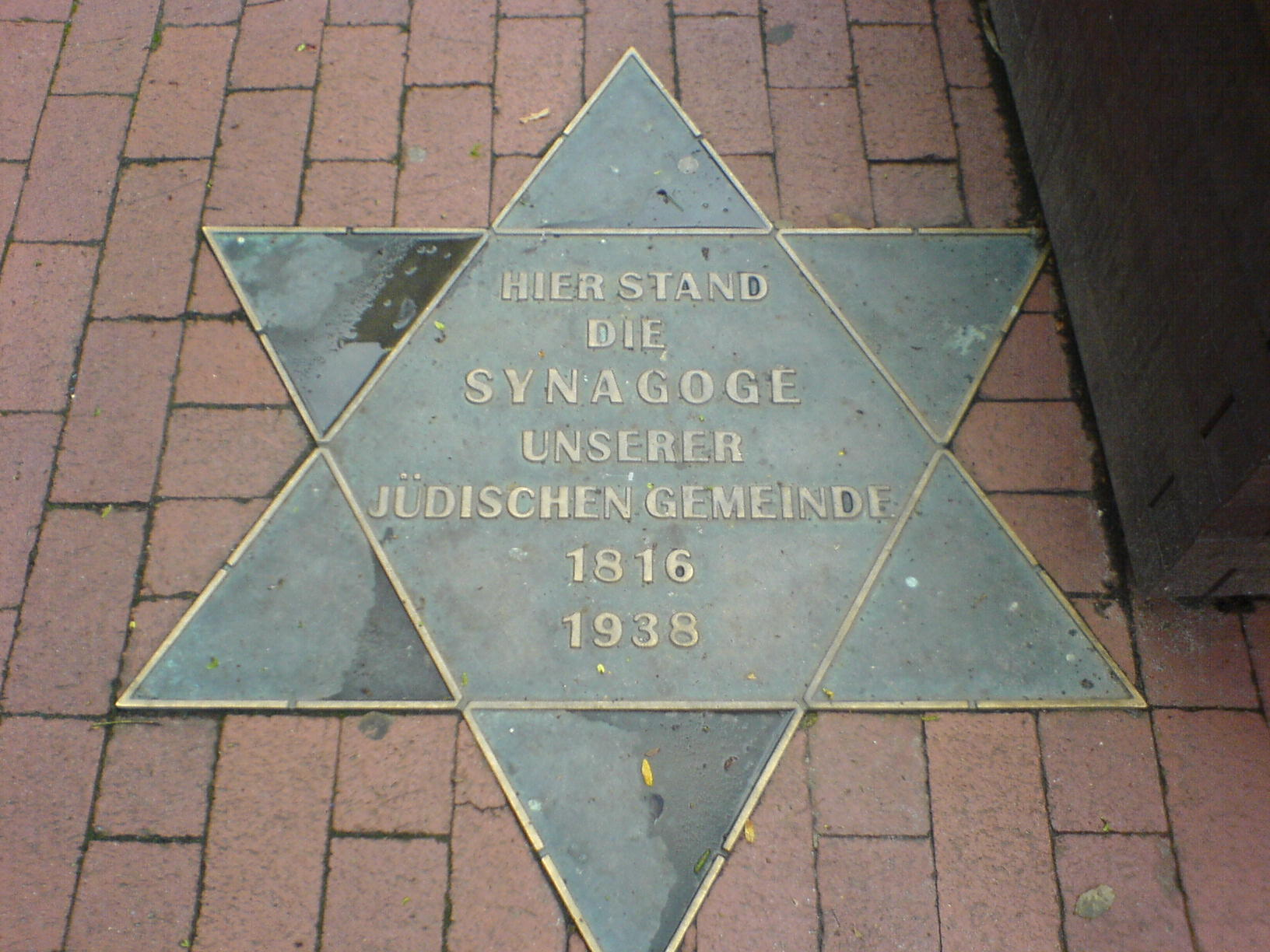
Gedenkplatte an der Synagoge in Wittmund

Es wurden reichsweit sofort ungefähr 400 Menschen ermordet; weitere 400 Menschen kamen in den Tagen danach zu Tode und vermutlich mehrere Hundert Verfolgte nahmen sich aus Furcht vor dieser Entwicklung selbst das Leben. Insgesamt soll der von der NSDAP-Spitze inszenierte Gewaltakt (euphemistisch Reichskristallnacht genannt) mehr als 1300 Menschenleben gefordert haben. Tausende waren bis dahin unter Hinterlassung einer sogenannten Reichsfluchtsteuer ausgewandert oder illegal aus Deutschland geflohen. Aber auch die noch zurückgebliebenen Optimisten („es kann ja nicht lange dauern, bis eine andere Regierung drankommt“) mussten nun einsehen, dass Hitler und seine Parteigenossen es mit der Endlösung der Judenfrage bitter ernst meinten. Stillhalten und sich in der Öffentlichkeit zu verbergen bot nun auch keinen Schutz mehr. Von offenem Protest aus der Bevölkerung gegen die Übergriffe und Morde gibt es fast nichts zu berichten. Mit der Arisierungswelle, gefolgt vom Überfall auf Polen als Beginn des Zweiten Weltkriegs, wurde der Verfolgungsdruck massiv weiter erhöht. Bekannt wurde z. B., dass bei der Fabrikaktion Ende Februar 1943, einer Jagd auf Berliner Juden in den Rüstungsbetrieben, etwa 4000 der dabei gesuchten deutschen Juden sich der Verhaftung – zunächst – gerade noch entziehen konnten.

## Untertauchen der vor NS-Verfolgung Flüchtigen

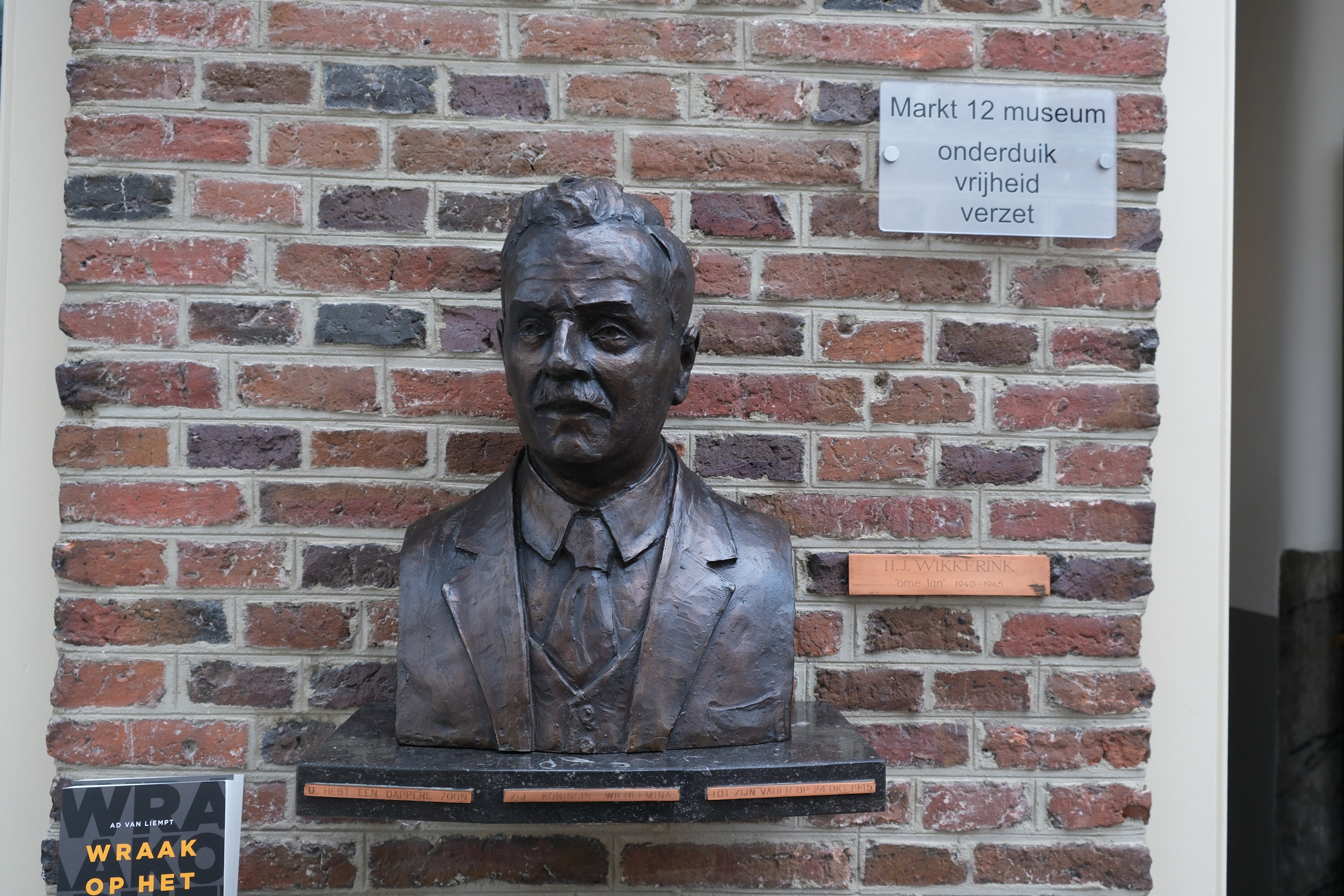
Hendrik Jan Wikkerink aus Aalten, Niederlande, anerkannt als Gerechter unter den Völkern. Büste im Nationaal Onderduikmuseum.

Das Untertauchen von als Juden verfolgten Bewohnern aus dem gewohnten Leben in der Öffentlichkeit zur Rettung vor der drohenden Deportation führte u. a. in Berlin und Wien zu der Bezeichnung, dass die Untergetauchten wie ein „U-Boot“ leben.
Ohne Unterkunft konnte sich ein derart auf der Flucht Lebender kaum längere Zeit verbergen. Mitgeführte Gepäckstücke würden bei Kontrollen auf der Straße sofort einen Verdacht erregen. Ein längerer Aufenthalt in einer Gaststätte, Bibliothek oder einem Kino konnte Nachfragen zur Identität auslösen. Manche der Untergetauchten, die man zeitgenössisch auch „Illegale“ oder „U-Boote“ nannte, hatten ihr Verschwinden geplant, sich mit Helfern abgesprochen, Unterkunft und eine glaubhafte Legende für die Nachbarschaft gefunden und Lebensmittel gehortet.
Dieses Untertauchen einer Person in einem von Kriegswirtschaft geprägten Land über viele Wochen und Monate war sehr schwierig. Ohne gültige Papiere konnte ein angebliches Untermietverhältnis nicht legalisiert werden. Vor allem waren Lebensmittel auf dem freien Markt nur gegen Abschnitte von Lebensmittelkarten erhältlich, die eine Bezugsberechtigung voraussetzten. Die festgesetzten Rationen waren so knapp bemessen, dass ein Helfer kaum etwas an einen Untergetauchten abgeben konnte. Regelmäßige Zukäufe auf dem Schwarzen Markt konnten auffallen und zur Entdeckung führen, auch verlangten sie erhebliche Geldmittel oder Wertgegenstände zum Tausch. Auf dem Land war die Beschaffung von Lebensmitteln zwar leichter und es stand auch meist mehr Platz für ein Versteck zur Verfügung, dafür fielen Fremde dort durch fehlende Anonymität leichter auf.
Gefälschte Ausweispapiere oder verfälschte Dienstausweise waren für die Flüchtigen ohne Beziehung kaum zu beschaffen.
Ein zufälliges Zusammentreffen mit Personen, die vom Verschwinden wussten und die zugleich potentielle Unterstützer der Naziregierung waren, musste möglichst vermieden werden. Die Gestapo versuchte gezielt Spitzel in solche Netzwerke einzuschleusen. In Berlin wurde ab Februar 1943 u. a. die Jüdin Stella Goldschlag als „Greiferin“ tätig und in den Niederlanden verdiente die so genannte Kolonne Henneicke an der Ergreifung von Juden.
Für Helfer wie Untergetauchte waren die beengten Wohnverhältnisse, die knappen Lebensmittel und die Angst vor der Entdeckung eine schwer erträgliche Belastung. Häufig mussten neue Helfer gesucht und Ausweichquartiere gefunden werden. Neue Untersuchungen gehen davon aus, dass „für jede untergetauchte Person bis zu zehn, bisweilen auch erheblich mehr, nichtjüdische Helfer aktiv wurden, um das Überleben im Untergrund zu ermöglichen.“ Hinzu kamen meist zahlreiche Mitwisser, die bewusst wegsahen und schwiegen.

## Motive der Helfer
Entgegen einer früheren Hypothese, dass allen Helfern idealtypisch eine altruistische Persönlichkeitsstruktur eigen sei, lassen sich in der Schilderung konkreter Fälle, evtl. gleichzeitig, unterschiedliche Motive für die Hilfeleistung nachweisen. Manche Helfer sprangen aus Nächstenliebe oder aus religiöser Überzeugung ein, andere wegen ihrer Opposition gegen das NS-Regime und wieder andere wollten Freunde nicht im Stich lassen. Manche knüpften ihre Hilfszusage aber auch an Geldzahlungen und Arbeitsleistungen oder erhofften sich eine Fürsprache nach dem absehbaren Kriegsende. Manche Helfer gerieten aus reinem Zufall in die Situation und handelten spontan, ohne die Konsequenzen abzuwägen. So irrte z. B. eine Jüdin ziellos durch Berlin und folgte einer ihr gänzlich unbekannten Frau bis in die Wohnung. Dort schilderte sie ihre verzweifelte Lage und drohte, sich das Leben zu nehmen. Die völlig fremde Frau versprach, sie für eine Nacht aufzunehmen, und behielt die Flüchtige dann drei Jahre lang in ihrer Wohnung und unterstützte später noch eine weitere untergetauchte Jüdin.
Gelegentlich bildeten sich kleine konspirative Netzwerke von Helfenden. Solche Netzwerke sind zum Teil aus den verfolgten politischen Parteien und Organisationen heraus entstanden oder aus christlichen Gruppierungen. 

## Einzelne Personen

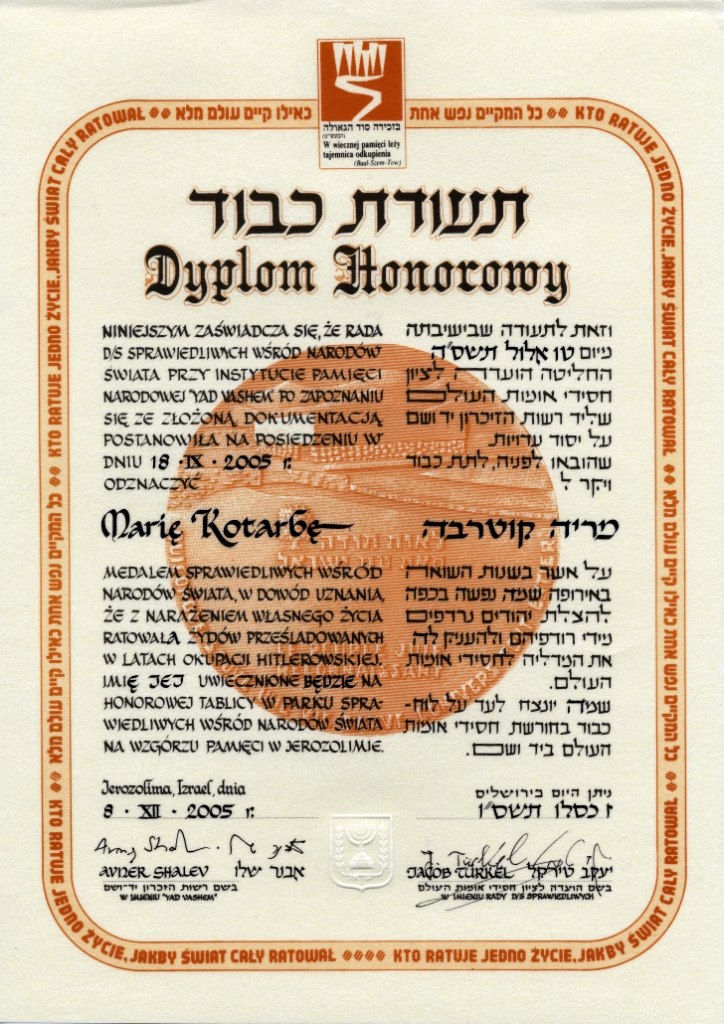
Gerechte unter den Völkern Diplom (zur Medaille) von Maria Kotarba

Nach unsicheren Schätzungen tauchten zwischen 1941 und Kriegsende 10.000 bis 15.000 Juden unter, davon mehr als 5000 in Berlin. 3000 bis 5000 gelang das Überleben. Knapp 3.000 Helferinnen und Helfer wurden in Deutschland namentlich bekannt. Da bei der Unterbringung eines Untergetauchten oftmals zehn und mehr Helfer nacheinander halfen, lässt sich folgern, dass ein großer Teil der Helfer in der Öffentlichkeit unbekannt geblieben ist.
Viele der Helferinnen und Helfer kamen aus allen sozialen Schichten, es gab keine besonderen Schwerpunkte der Beteiligung von Personen einer bestimmten Konfession oder politischen Richtung. Die Historikerin Beate Kosmala stellte fest, dass die meisten von ihnen im Alter zwischen 40 und 50 Jahren waren. Knapp zwei Drittel der (bekanntgewordenen) Hilfe leistenden Personen waren Frauen, wobei allerdings zu bedenken ist, dass die meisten Männer Kriegsdienst leisten mussten und an der Front waren. Es folgen einige Namen von Personen, deren Handeln überliefert ist:
- Abdelqader Ben Ghabrit, Leiter der Großen Moschee von Paris, Franzose
- Willi Ahrem, Wuppertal
- Hugo Armann, Hauptfeldwebel, Baranowitschi
- Heinrich Aschoff, deutscher Landwirt
- Berthold Beitz, deutscher Unternehmer
- Else Beitz, seine Frau
- Otto Berger, Zahnarzt in Berlin[8]
- Rudolf Bertram, Chefarzt in Gelsenkirchen
- Hélène de Bie, belgische Pfadfinderin und Benoît de Bie, ihr Ehemann
- Corrie ten Boom, niederländische Christin
- Oswald Bosko, Polizist
- Gilberto Bosques, mexikanischer Generalkonsul in Paris, ab 1940 in Marseille (akkred. beim Vichy-Regime Frankreichs; Visa für 40.000 Flüchtlinge; wurde selbst inhaftiert)
- Ángel Sanz Briz, spanischer Botschafter in Ungarn
- Hans Georg Calmeyer, „Schindler von Osnabrück“, deutscher Rechtsanwalt in den Niederlanden
- Smiljan Franjo Čekada, römisch-katholischer Erzbischof von Vrhbosna
- Placido Cortese (1907–1944), italienischer Franziskaner
- Alfons von Deschwanden, Unternehmer, Soldat in Wilna
- Hans von Dohnanyi (am 8. oder 9. April 1945 im KZ Sachsenhausen erschossen; deutscher Geheimdienst)
- Erwin Dold (1919–2012), KZ-Lagerführer im Außenlager Dautmergen in der Kriegsendphase (Zollernalbkreis, Teillager im so gen. Unternehmen Wüste; war kein SS-Mitglied; 1947 Freispruch durch frz. Militärgericht)
- Angelo Donati (1885–1960), italienischer Bankier und Diplomat, der die Rettung und Evakuierung der jüdischen Emigranten in der italienisch besetzten Zone in Südfrankreich organisierte
- Heinz Droßel, Oberleutnant
- Georg Ferdinand Duckwitz, deutscher Diplomat
- Eva Dzialoszynski, diplomierte Krankenschwester, Schweiz
- Behiç Erkin, türkischer Diplomat in Paris (1939–1943)
- Kálmán Ferenczfalvi, Gerechter unter den Völkern, rettete über 2000 verfolgten Menschen das Leben
- Willy Rudolf Foerster (1905–1966), deutscher Industrieller und NS-Gegner in Japan
- Miep Gies (1909–2010), Niederlande, half Anne Frank sich zu verstecken
- Albert Göring (1895–1966), Hermann Görings Bruder
- Hermann Friedrich Gräbe (1900–1986), deutscher Widerstandskämpfer
- Irene Gut Opdyke (1922–2003), polnische Krankenschwester, Gerechte unter den Völkern
- Otto Hahn, Chemie-Professor in Berlin, Direktor des KWI für Chemie
- Edith Junghans, Otto Hahns Ehefrau
- Hannelore Hansch, deutsche evangelische Geistliche, jüdisch Verfolgte des NS-Regimes und Mitglied der Bekennenden Kirche
- Joseph Höffner, katholischer Geistlicher, später Erzbischof von Köln und Kardinal, versteckte in Kail ein jüdisches Mädchen im Pfarrhaus
- Josef Höfler, Gottmadingen
- Elise Höfler, seine Frau
- Wilm Hosenfeld, Reserveoffizier, Warschau
- Oskar Huth (1918–1991), Berlin
- Siegfried Jägendorf, Ingenieur und Unternehmer, Transnistrien
- Fritz Kahl (1895–1974), Arzt in Frankfurt und seine Frau Margarete Kahl
- Adolfo Kaminsky, ein Ausweisfälscher in Frankreich
- Constantin Karadja, rumänischer Diplomat
- Franz Herbert Kaufmann, Oberregierungsrat, Berlin
- Rudolf Kasztner, ungarischer Journalist. Organisierte 1944 die als Kasztner-Transport bekannt gewordene Rettung von rund 1700 ungarischen Juden in die Schweiz.
- İsmail Necdet Kent, 1942 bis 1945 türkischer Generalkonsul in Marseille
- Josef Kimmerling, Polizist
- Helmut Kleinicke, Bauingenieur, Kriegskreisbaumeister im Kreis Krenau (heute Chrzanów)
- Viktoria Kolzer, Kinokassiererin in Berlin (siehe Hanni Lévy)
- Sylvia Kosminski (gest. 1961 in Wien) beherbergte und versteckte 1943/44 ihre frühere Vermieterin Elsa Koditschek in deren eigenem Haus
- Günter Krüll, Leiter einer Feld-Wasserstraßenabteilung (Wehrmacht)
- Victor Kugler, (1900–1981), Niederlande, half den jüdischen Familien der Anne Frank und van Pels und Fritz Pfeffer, sich zu verstecken
- Wilhelm Kühnert, deutsch-österreichischer evangelischer Kirchenhistoriker
- Karl Laabs, Feldwebel der Luftwaffe
- Johanna Landgraf (1908–2012), Leipzig
- Ernst Leitz junior (1871–1956), deutscher Industrieller
- Youra Livchitz, Jean Franklemon und Robert Maistriau, Belgien: siehe Überfall auf den 20. Deportationszug nach Auschwitz
- Gertrud Luckner, Freiburg im Breisgau, britisch-deutsche Widerstandskämpferin
- Carl Lutz, seit 1942 Vizekonsul an der Schweizer Botschaft in Budapest
- Julius Madritsch, Soldat und Treuhandverwalter
- Père Marie-Benoît, französischer Kapuziner und Präsident der DELASEM
- Maria Gräfin von Maltzan, Berlin
- Max Maurer, Polizist; Anna Gnadl, Bauersfrau (13 geflüchtete KZ-Häftlinge in Bayern 1945)
- Luise Meier, deutsche Hausfrau
- Madeleine De Meulemeester, belgische Juristin, Pfadfinderfunktionärin
- Marcelle De Meulemeester, ihre Schwester
- Katharina Müller (Ordensname Schwester Anselma FMBVA) versteckte eine konvertierte Jüdin
- Valentin Müller, Oberst, Assisi, Italien
- Jean-Marie Musy, Schweizer Politiker
- Maria Nickel, Berlin-Kreuzberg[9]
- Louise Oehl, München
- Katharina Overath, geb. Meier, Donrath (Rheinland) rettete als Achtzehnjährige ein jüdisches Ehepaar vor der Deportation.[10]
- Giorgio Perlasca, italienischer Geschäftsmann
- Erik Perwe, Pfarrer der schwedischen Victoria-Gemeinde in Berlin
- Dimitar Peschew, bürgerlich-nationaler bulgarischer Politiker, rettete 48.000 bulgarischen Juden das Leben
- Abbé Pierre, französischer katholischer Priester und Gründer der Wohltätigkeitsorganisation Emmaus
- Gustav Pietsch, Kapitän, der junge Juden als Seemänner ausbildete und etwa 400 Personen bei der Flucht nach Palästina half
- Karl Plagge, Major, Kommandeur eines Heereskraftfahrparks im litauischen Wilna
- Angelo Giuseppe Roncalli, später Johannes XXIII. (pp. 1958–1963)
- Carlos Sampaio Garrido, portugiesischer Botschafter in Ungarn, der in Ungarn rund 1000 Juden das Leben rettete
- August Sapandowski, Berlin
- Abdol-Hossein Sardari – Konsul des Irans in Paris. Er hat viele iranische Juden in Frankreich gerettet und gab 500 iranische Blanko-Pässe einem seiner Bekannten, um nichtiranische Juden in Frankreich zu retten.
- Oskar Schindler, sudetendeutscher Industrieller, rettete über 1200 Juden
- Emilie Schindler, seine Frau
- Anton Schmid, österreichischer Feldwebel, hingerichtet am 13. April 1942 wegen seiner Judenrettungen
- Gerhard Schmidhuber, Generalmajor, verhinderte die Auslöschung des Budapester Ghettos
- Elisabeth Schmitz, Theologin der Bekennenden Kirche
- Familie Schörghofer, München und Miesbach
- Rosa Schreiber-Freissmuth, österreichische Apothekerin
- Eduard Schulte, Generaldirektor
- Willi Schulz, Offizier und Deserteur, Minsk[11][12]
- Irena Sendler, Sozialamt Warschau, Żegota
- Margit Slachta, ungarische Ordensgründerin und katholische Politikerin
- Robert T. Smallbones, britischer Generalkonsul in Frankfurt am Main bis September 1939 (von brit. diplomatischen Vertretungen europaweit angewandtes Smallbones-Schema)
- Margarete Sommer, Sozialarbeiterin
- Aristides de Sousa Mendes, portugiesischer Konsul im „freien Frankreich“, half 10.000 Juden bei der Flucht, Portugal
- Hildegard Spieth, Pfarrfrau, die als Teil der württembergischen Pfarrhauskette Max und Ines Krakauer bis zum Kriegsende im Pfarrhaus von Stetten im Remstal versteckte
- Lucie Strewe, Berlin
- Georg Steffen, Landwirt, Dorfschulze in Kagar
- Chiune Sugihara, japanischer Vizekonsul in Kaunas, Litauen, rettete Tausende Juden
- Károly Szabó, Angestellter an der schwedischen Botschaft in Budapest
- Selahattin Ülkümen, 1944 türkischer Generalkonsul auf der besetzten Insel Rhodos
- Gerrit van der Veen, Leiter der Persoonsbewijzencentrale, einer niederländischen Fälscher- und Widerstandsgruppe
- Gisèle van Waterschoot van der Gracht, niederländische Malerin und Verlegerin
- Raoul Wallenberg, schwedischer Diplomat in Budapest
- Gerhard Wander, Hauptmann, Niederlande[13]
- Johan Hendrik Weidner, Gründer des Fluchtnetzwerkes Dutch-Paris
- Otto Weidt, Besen- und Bürstenbinderei in Berlin
- Rudolf Weigl, polnischer Biologe und Arzt österreichischer Eltern, rettete rund 5000 Menschen[14]
- Fritz Wolzenburg, Eisenbahner in Berlin
- Geertruida Wijsmuller-Meyer, Niederlande, Kindertransporte – Refugee Children Movement (Dez. 1938 bis Aug. 1939)
- Sir Nicholas G. Winton, Prag (organisierte die acht tschechischen Kindertransporte nach Großbritannien; ein neunter Zug durfte nach Kriegsbeginn nicht mehr ausreisen)
- Namık Kemal Yolga, ab 1940 türkischer Vizekonsul in Paris
- Herta Zerna, Berlin
- Alfons Zündler, SS-Unterscharführer in Amsterdam, Insasse KZ Dachau

## Bestrafung von Helfern
Es gab zwar keine gesetzliche Bestimmung, die eine Hilfeleistung für Juden ausdrücklich verbot. Kurz nach der Einführung des Judensterns erging jedoch am 24. Oktober 1941 ein Runderlass des Reichssicherheitshauptamtes (RSHA), der denjenigen „deutschblütigen Bürgern“ eine „Schutzhaft“ von drei Monaten androhte, die „in der Öffentlichkeit freundschaftliche Beziehungen zu Juden“ erkennen ließen. Den „deutschblütigen Volksgenossen“ wurde beim Abholen der Lebensmittelkarten ein Flugblatt ausgehändigt, das diesen Erlass im Wortlaut enthielt.
Jeder Unterstützer, der mit Lebensmitteln half, musste mit der Einlieferung ins Konzentrationslager rechnen. Wer Unterschlupf gewährt hatte, wurde wegen „verbotswidrigen Umgangs mit Juden“ festgenommen und von der Gestapo verhört. Oftmals wurde der Vorgang wegen weiterer Delikte wie Urkundenfälschung, Rundfunkverbrechen, Verstöße gegen die Kriegswirtschaftsverordnung oder wegen Devisenvergehen an die Staatsanwaltschaft übergeben. Haftstrafen von mehr als 24 Monaten wurden selten ausgesprochen, wenn nicht zusätzlich Anklagepunkte nach der Volksschädlingsverordnung oder wegen Hochverrats hinzukamen.
Im Gegensatz zu Polen mussten „Judenretter“ im Deutschen Reich nicht mit einer Todesstrafe rechnen. Aber schon die Haft in einem Konzentrationslager war mit unabsehbaren Folgen für Gesundheit und Leben verbunden. Die darüber hinaus zu erwartende Strafe blieb unberechenbar, dadurch wurde das „subjektive Gefühl der Angst in einer Atmosphäre totaler Rechtsunsicherheit“ vermittelt, das eine abschreckende Wirkung besaß.

## Rehabilitation und Gedenken
Nach dem Krieg wurde Helfern kein Anspruch auf Entschädigung nach dem Bundesentschädigungsgesetz zugestanden und ihre Hilfeleistung nicht als Widerstandshandlung anerkannt, sofern sie nicht inhaftiert worden waren. Eine Ausnahme blieb die vom Innensenator Joachim Lipschitz veranlasste Ehrungsinitiative Unbesungene Helden des Berliner Senats, in deren Verlauf zwischen 1958 und 1966 nachweislich 738 Personen öffentlich als Helfer geehrt und bei Bedürftigkeit auch finanziell unterstützt wurden. Nur Einwohner Berlins konnten ausgezeichnet werden; kein anderes Bundesland folgte der Initiative.
Nach Deutung des Historikers Dennis Riffel fielen die „Judenhelfer“ aus dem kollektiven Erinnern und Gedenken heraus, weil der „überwiegende Teil der Deutschen nicht an die eigene, häufig unrühmliche Rolle“ erinnert werden wollte.
Die deutsche Bundesregierung begann ab den 1970er Jahren, Helfer auszuzeichnen.
Folgende Einrichtungen erforschen oder dokumentieren in Deutschland die Taten von Menschen, die Juden Hilfe leisteten:
- Zentrum für Antisemitismusforschung an der Technischen Universität Berlin
- Berliner Gedenkstätte Stille Helden[23]
- Museum Blindenwerkstatt Otto Weidt (Stiftung Jüdisches Museum Berlin)
- Gegen Vergessen – Für Demokratie e. V., Regionale Arbeitsgruppe Mittelrhein

Eine Besonderheit stellt der Fall der Suspendierung von Paul Grüninger in der Schweiz dar. Er war ein Polizeihauptmann in St. Gallen, der in der Zeit unmittelbar vor dem Zweiten Weltkrieg mehreren hundert, vielleicht einigen tausend Jüdinnen und Juden und andere Flüchtlinge vor der nationalsozialistischen Verfolgung und Vernichtung das Leben rettete, indem er ihnen nach Schweizer Normen illegal die Einreise in die Schweiz ermöglichte. Bereits 1939 wurde er für dieses Vergehen vom Dienst suspendiert und 1940 wegen Amtspflichtverletzung verurteilt. Erst 1995, 23 Jahre nach seinem Tod, hob das Bezirksgericht St. Gallen das Urteil gegen ihn auf und sprach Paul Grüninger frei.
Der Großindustrielle und Generaldirektor Eduard Schulte rettete durch persönlichen Einsatz nicht nur eine befreundete Familie, Rudy Boyko und seine Angehörigen. Sein Fall ist darüber hinaus beachtenswert, weil er, obwohl Wehrwirtschaftsführer und Lieferant kriegswichtiger Güter (Zink), über die Einzelrettung hinaus versuchte, durch Weitergabe authentischer und beweiskräftiger Informationen über den gesamten Holocaust in Schlesien und Polen, insbesondere die beginnenden industriemäßig organisierten „Vergasungen“, die Alliierten frühzeitig zum Eingreifen an diesem Punkt zu bewegen – bekanntlich vergebens.

## Situation in Polen
Bei einer Gesamtbevölkerung von 33 Millionen lebten in Polen bei Kriegsbeginn etwa 3,5 Millionen meist nicht assimilierte Juden, denen ein Minderheitenstatus zuerkannt worden war und die sich meist auch durch Sprache, Kleidung und Kultur abhoben. Die Beziehungen zwischen den Volksgruppen waren nicht unproblematisch. Seit 1936 hatte sich auch in Polen der Antisemitismus verstärkt. Juden, die im östlichen von den Sowjets im September 1939 besetzten Teil Polens lebten oder sich dorthin geflüchtet und die die Rote Armee freudig begrüßt hatten, galten bei nationalbewussten Polen als illoyale Kollaborateure.

### Solidarität und Gleichgültigkeit
Als die Juden von den deutschen Besatzern in die so genannten „von der SS errichteten Ghettos (Jüd. Wohnbezirke)“ gezwungen wurden, reagierte die übrige polnische Bevölkerung eher gleichgültig. Die Historikerin Beate Kosmala urteilt:

„Antisemitische kulturelle Traditionen, die im Krieg durch die massive und gezielte Propaganda verstärkten oder erzeugten antisemitischen Stereotypen, Demoralisierung durch Unterdrückung und Not hatten offenbar kein allgemeines Klima von Mitgefühl gegenüber den von der Vernichtung bedrohten Juden entstehen lassen, sondern in breiten Kreisen eher dumpfe Gleichgültigkeit gegenüber dem Schicksal der Fremden.“

Abschreckend wirkte eine deutsche Verordnung vom 15. Oktober 1941, die flüchtenden Juden wie auch ihren Helfern die Todesstrafe androhte: „Juden, die den ihnen zugewiesenen Wohnbezirk verlassen, werden mit dem Tode bestraft. Die gleiche Strafe trifft Personen, die solchen Juden wissentlich Unterschlupf gewähren. Anstifter und Gehilfen werden wie der Täter, die versuchte Tat wird wie die vollendete bestraft.“
Trotzdem fanden sich zahlreiche Helfer: Aus Polen stammen – den strengen Kriterien von Yad Vashem folgend – etwa 6532 „Gerechte unter den Völkern“. Mit dieser Zahl nimmt Polen den ersten Rang unter allen Nationen ein. Zu ihnen gehört auch Irena Sendler, die zusammen mit Helfern etwa 2500 jüdische Kinder aus dem von der SS abgesperrten Warschauer Ghetto schmuggelte.

### Żegota
Da es kriminelle Spitzel (Szmalcowniki) gab, die Schweigegelder von Flüchtlingen und Helfern erpressten, waren für ein Überleben gefälschte Geburtsurkunden und Ausweise fast unentbehrlich. Ab 1942 sorgte insgeheim der Rat für die Unterstützung der Juden (polnisch: Rada Pomocy Żydom) für zahlreiche Untergetauchte. Diese Organisation mit dem Tarnnamen Żegota stand unter der Schirmherrschaft der polnischen Exilregierung. Sie produzierte falsche Dokumente, besorgte Unterkünfte und verteilte regelmäßig Geldbeträge für Lebensmittel. Weit auseinander liegen die Schätzungen, wie viele Flüchtlinge von Żegota finanziell unterstützt wurden: Die Angaben schwanken für Warschau zwischen wenigen hundert bis viertausend.

### Militärischer Untergrund
Die Heimatarmee (Armia Krajowa / AK) akzeptierte jüdische Freiwillige nur dann, wenn ihre Herkunft nicht offensichtlich war. Jüdische Partisanengruppen wurden nicht unterstützt, sondern zum Beispiel im Sommer 1943 sogar von AK-Einheiten angegriffen. Waffenlieferungen an den jüdischen Widerstand unterblieben nicht allein aus Mangel an Material: Den jüdischen Kämpfern wurde eine wohlwollende Haltung gegenüber den Sowjets unterstellt. Auch der bewaffnete Aufstand im Warschauer Ghetto wurde von der AK nicht nachhaltig unterstützt.
Demgegenüber nahmen kommunistische Untergrundorganisationen, die allerdings nur wenig Rückhalt in der Bevölkerung fanden, flüchtige Juden vorbehaltlos auf und arbeiteten mit jüdischen Partisanen zusammen.

### Rettung in Klöstern
Während der deutschen Besetzung sah sich auch die katholische Kirche Polens als Trägerin des Nationalgedankens der Überwachung und Verfolgung ausgesetzt. Die hohen Repräsentanten der katholischen Kirche setzten sich meist nicht öffentlich für die Juden ein; die Haltung im niederen Klerus war uneinheitlich.
Bedeutsam für die Rettung jüdischer Kinder wurden Ordensschwestern, die Waisenhäuser, Kinderkrippen und Internatsschulen betreuten. Zwischen Frühjahr 1942 und Sommer 1943 – also schon angesichts einer drohenden Todesstrafe – nahmen katholische Ordensschwestern zahlreiche jüdische Kinder auf, verschleierten deren Identität und entzogen sie der Deportation. Es gilt als gesichert, dass mindestens 1.500 jüdische Kinder in Klöstern und kirchlichen Einrichtungen überlebten.

### Deutungen
Die Angaben über die Gesamtzahl von Flüchtlingen, Geretteten und Rettern gehen weit auseinander. Einige Schätzungen belaufen sich auf 300.000 Juden, die durch Hilfeleistung von polnischen Judenrettern überlebten. Neue Untersuchungen hingegen halten selbst eine Zahl von 50.000 hierbei für zu hoch gegriffen.
In den Augen vieler Juden war der Umfang der Hilfe in Polen gering und wird rückschauend von Erlebnissen mit Erpressern und Denunzianten überschattet; die Haltung der Bevölkerungsmehrheit wird von ihnen als „gleichgültig“ bezeichnet. Eine Diskussion der Hilfeleistung während der Besatzungszeit und der polnisch-jüdischen Beziehungen, die sich auch in der Nachkriegszeit problematisch gestalteten, setzte in Polen erst in den späten 1980er Jahren ein, im Wesentlichen ausgelöst durch den Dokumentarfilm Shoah von Claude Lanzmann.

## Weitere Länder
Albanien, Belgien und die Niederlande gelten als relativ erfolgreiches Beispiel für die Rettung: In den Niederlanden überlebten 25.000 Juden. Das ist die höchste Anzahl unter den Yad-Vashem Auszeichnungen und bedeutet, dass einer von 1.800 Niederländern daran beteiligt war. In Litauen war es einer von 3.600. Der Fotograf Refik Veseli (1926 – 2000), aus Tirana, Albanien, ist nur ein Beispiel, wie die sozialen Normen seines Landes für viele Verfolgte die Rettung vor der deutschen Judenverfolgung bedeuteten.
In Assisi, Italien, waren der Oberst Valentin Müller von der Wehrmacht, der Bürgermeister, Bischof Giuseppe Placido Nicolini und dessen Bevollmächtigter, Franziskaner-Pater Rufino Niccacci, an der Rettung von Juden beteiligt.
Der portugiesische Generalkonsul in Bordeaux Aristides de Sousa Mendes (1885–1954) rettete in einem kurzen Zeitabschnitt im Jahr 1940 viele vor Hitler Fliehende, indem er ihnen gegen die ausdrückliche Anweisung seiner Regierung Visa ausstellte, die ihnen eine Durchreise durch das faschistische Spanien nach Portugal ermöglichte. Er wurde deshalb kurz darauf vom Staatschef Salazar seines Amtes enthoben und starb nach dem Krieg inzwischen verarmt.

## Was würde ich tun
Cheim Hefer (1925–2012) (Bedeutender israelischer Dichter, Publizist und Songwriter)

Die Gerechten

Bombastisch, so Begriffe immerfort

Man sagt: Gerechter unter den Völkern

Begreifen will ich dieses große Wort

Wir Juden nennen so den guten Mensch

Der ein Versteck uns bietet, ein Stück Brot

Und steht uns bei in größter Todesnot.

Und doch zergrübel ich mich, frag: Gott, was

Was würde ich selber lassen oder tun

In dem Inferno, in der Flut aus Haß

Wenn unsere kleine Welt zusammenbricht

Würde ich dann einem fremden Menschenkind

Auch beistehen? Wäre ich sein Hoffnungslicht?

Wäre ich dazu bereit , als es so war?

Reiß´ die Familie rein in die Gefahr

Der nette Nachbar rechnet sich schon aus

Sein´ Vorteil wenn er uns doch denunziert

Ein Alptraum, der im Wachsein mir passiert

Das schreckliche Geräusch – hielt ich es aus

Die Stiefel, das Gebrüll im Treppenhaus?

Könnte ich so leben, mit der Todesfurcht?

Wenn Bajonette blitzen in der Nacht

Wenn uns Gerüchte kirrn, dazu der Klang

Wenn Marschkolonnen stampfen durch die Stadt

Wenn bei Erschießungen die Salve kracht

Nicht Tage, Monate, nein: Jahre lang

Und all das ohne je zu spekulieren

Auf einen Menschen- oder Gotteslohn

Zufrieden mit dem Händedruck, und sich

Freun, dass der Mensch dem Mensch ein Helfer sei

Nun quält mich immer peinlicher, ob ich

Bereit sei für so Menschenretterei

In diesem Krieg, der nicht nur an der Front

Getobt hat, standen die Gerechten uns

Großherzig bei, mit stiller Tapferkeit

Tagein, tagaus – denken an die Sodom-Zeit!

Sie sind der Grund, dass sich die Erde dreht

Und die verdorbne Welt nicht untergeht

In der Geschichte meines Judenvolks

Das elend hingemordet ward, sind sie

Gerechter Retter – ein Mysterium

Sind starke Säulen der Barmherzigkeit

Auf denen ruht die Welt. Dies Heldentum

Vor ihm verneig ich mich in Dankbarkeit.
- Aus dem Hebräischen übersetzt von Arno Lustiger, Übertragen von Wolf Biermann

(aus Rettungswiderstand. Über die Judenretter in Europa während der NS-Zeit.)

## Filme
- Hermann Adler (DB), Jariv (Regie): Feldwebel Schmid. Dokumentarfilm, 1968, ZDF (auch „Kasztner-Transport“; über Anton Schmid(Feldwebel))
- Ferdinand Kroh: Die Greiferin. Die Geschichte einer jüdischen Gestapo-Agentin. TV-Dokumentation, BRD, 1995. 43 Min. (Nach der Vita von Stella Goldschlag)
- Jo Baier: Nicht alle waren Mörder. Fernsehfilm, D, 2006, mit Michael Degen.
- Im Schatten des Krieges. Geschichten von Opfern, Tätern und Rettern. Dokumentation, 45 Min., Produktion: ZDF, Erstsendung: 29. Juli 2007. Deutsch-Französischer Journalistenpreis, Inhaltsangabe (Memento vom 28. April 2008 im Internet Archive) des ZDF
- Stille Helden (Miracle at Midnight). Fernsehfilm von 1998, mit Sam Waterston und Mia Farrow.
- Christian Frey, Susanne Wittek: Stille Retter: Überleben im besetzten Frankreich. (Mit Schriftsteller Georges-Arthur Goldschmidt, dem ehemaligen französischen Justizminister Robert Badinter und Alfred Grosser). 2016, 52 Min[37]
- Helene Maimann: Die Sterne verlöschen nicht – Überleben im Versteck. TV-Dokumentarfilm. Österreich, 2005, ORF, 45 Minuten. (Begleittext 3sat)
- Claus Räfle: Die Unsichtbaren – Wir wollen leben. Deutsches Doku-Drama, 2017.